# Béke

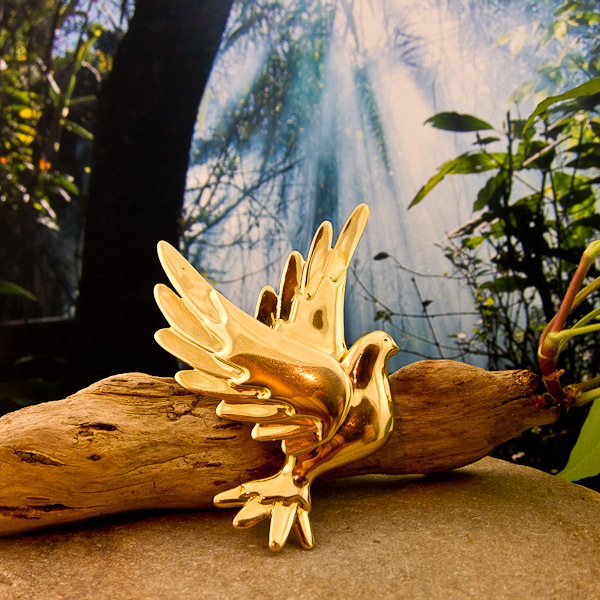
Galamb mint a béke szimbóluma, ékszerként (Pablo Picasso)

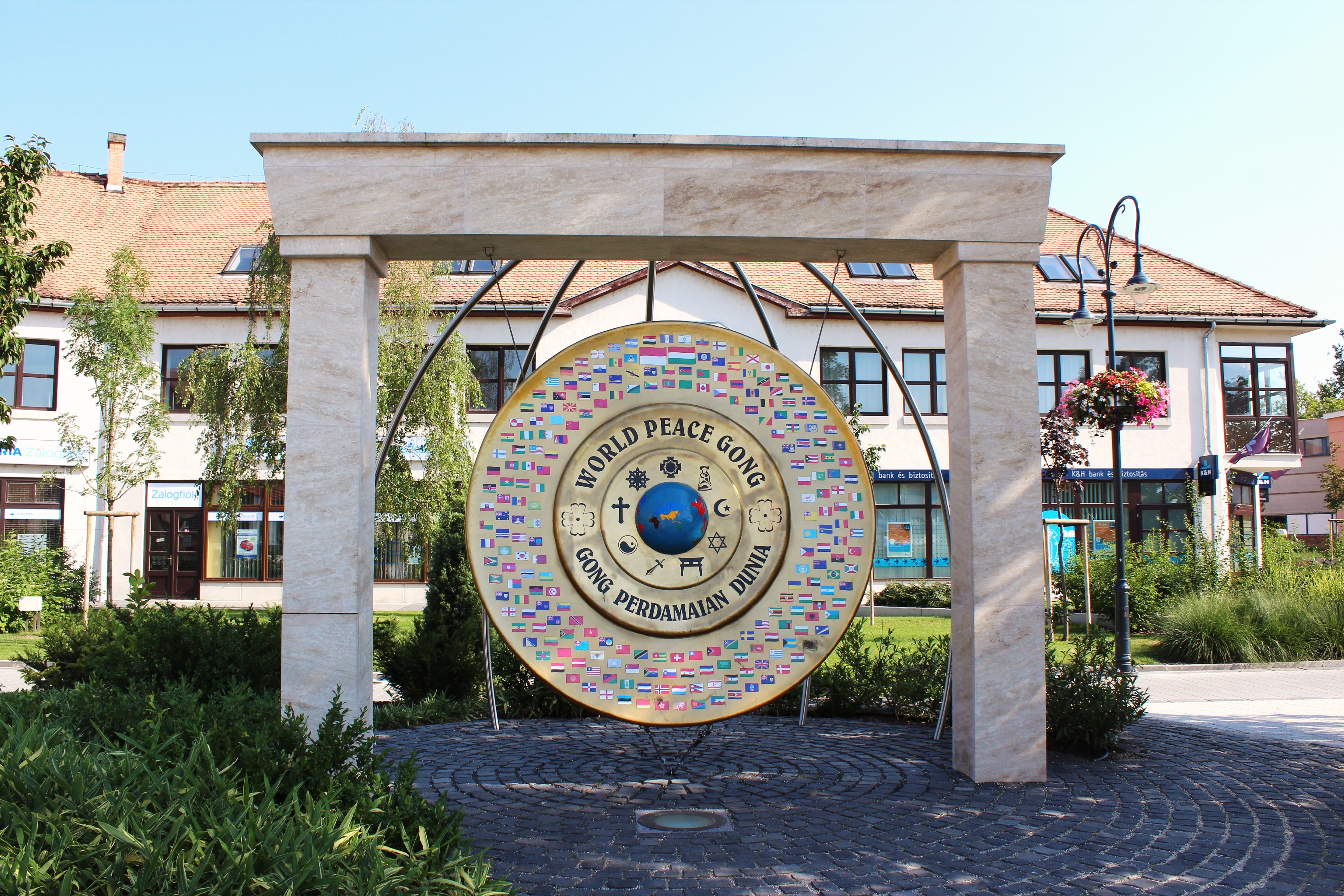
Világbéke Gong Gödöllőn

A béke harmonikus állapot, amelyet az erőszak- és a félelemnélküliség jellemez. A békét gyakran a háború ellentéteként értelmezzük. Míg a háború az erő uralmát jelenti, a béke az elismert jogét, legalábbis a szó elvi értelmében. A gyakorlatban a béke jelentheti az emberi jogok teljes tiszteletben tartását éppúgy, mint a két háború közötti felfegyverkezés időszakát. A béke jelenti továbbá a háború befejezését, melyet békeszerződés zár le béketárgyalásokat követően, ahol a hadviselő felek megegyeznek egymás között vagy külső bírák vagy hatalmak közreműködésével. Az egész világon megvalósuló béke eszményi állapota a világbéke.

## Jogi értelemben
A békeszerződés előkészítésére szolgálnak az úgynevezett békeelőzmények – preliminárék –, melyek a béke lényeges pontjait meghatározzák, s azért szükségesek, mert a végleges béke gyakran hosszas tárgyalásokat s előmunkálatokat igényel. A béke az előző viszálynak véget vet. A birtokállapotra vonatkozólag, amennyiben a béke eltérő intézkedéseket nem tartalmaz, a béke időpontjában fennálló állapot az irányadó, ez az úgynevezett status quo (latin: Status quo bellum res reliquit) vagy uti possidetis. Amennyiben a béke a háború előtti jogállapotot állítja helyre, status quo ante-ról (Status quo ante res fuerunt) beszélünk. A békeszerződés csak a ratifikációval válik hatályossá, mert jelentőségénél fogva azon nemzetközi szerződések közé tartozik, amelyeknél a gyakorlat a ratifikáció fenntartását külön kikötés nélkül is megköveteli. A békeszerződés végrehajtása ezért csak a jóváhagyás – ratifikáció – után követelhető, azonban az ellenségeskedések rendszerint már előbb, a tárgyalások céljából s tartamára kötött fegyverszünet folytán szűnnek meg.
A békehatározatok azonnal – azaz mihelyt a körülmények szerint lehetséges – hajtandóak végre. A béke feltételeinek meg nem tartását illetőleg megkülönböztetjük a béketörést és a békeszegést. A béketörés csak a béke utáni első időkben s annak végrehajtása előtt történhet, s a másik felet feljogosítja arra, hogy a békét hatálytalannak tekintve, a háborút folytassa. A békeszegés a szerződésszegés fogalma alá esik, és új háborúhoz vezethet. A békére annak tartalma irányadó, vannak azonban olyan következményei, melyek vagy feltétlenül, vagy – amennyiben a béke eltérő intézkedéseket nem tartalmaz –, külön kikötés nélkül érvényesek. A legnevezetesebb a közkegyelem (amnesztia) mindazon büntetendő cselekményekért, melyeket az egyik hadviselő félnek hozzátartozói a másik hadviselő félnek hozzátartozói ellen a háború tartama alatt elkövettek. Amióta azonban a nemzetközi jog elismeri, hogy a háború nem jelenti a teljes jogtalanság állapotát, s a jognak uralma a háború alatt teljesen nem szűnik meg, mindinkább kívánatossá vált a közkegyelemnek az addigi gyakorlathoz képest történő megszorítása olyan értelemben, hogy azok a közönséges bűntettek, rablás, lopás, gyilkosság, melyeket a pártszenvedély sem menthet és tisztán aljas nyereségvágyból vagy magánbosszúból követtek el, ne eshessenek amnesztia alá.

## Lelki béke

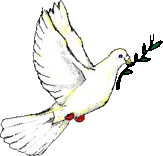
A béke egyik legkorábbi jelképe: A Békegalamb olajággal

A Nukleáris Lefegyverkezési Kampány szimbóluma, ami a béke széles körű jelképévé vált

A lelki béke kifejezés nagyjából nyugalmat, tiszta lelkiismeretet jelent. Sok vallás a lelki békét fontos erénynek és célnak tekinti, például a kereszténység, vagy a Taoizmus és Buddhizmus.

## Békemozgalmak
A békemozgalmak olyan társadalmi mozgalmak, amelyek olyan közvetlen célokért küzdenek, mint egyes helyi háborúk befejezése, az emberek közötti erőszak megfékezése egy-egy társadalmi konfliktus kapcsán stb. Ezek a konkrét célok gyakran kiegészülnek a világbéke elérésével mint végső céllal. A célok elérésére változatos eszközöket vesznek igénybe: diplomáciai, politikai nyomásgyakorlás, bojkottok, tüntetések, tömeges demonstrációk. Céljaik sokszor összekapcsolódnak a civil társadalom más mozgalmaival, más civilszervezetek tevékenységével. Ilyenek például az újhumanista mozgalmak, a környezetvédelem, az antirasszizmus.
A Pacifizmus a viták erőszakos úton való rendezésének elutasítását, ezen belül elsősorban a háborúk, fegyveres konfliktusok ellenzését jelenti. A vallási meggyőződésre alapozott pacifizmus az erkölcsfilozófia egyik ága.

### Szervezetek
Az Egyesült Nemzetek Szervezete vagy röviden ENSZ egy nemzetközi szervezet, amely az államok közti együttműködést hivatott elősegíteni a nemzetközi jog és biztonság, a gazdasági fejlődés, a szociális ügyek és az emberi jogok terén, valamint a világbéke elérésében.
A Nobel-békedíj vagy béke-Nobel-díj egyike a hat Nobel-díjnak, melyeket a svéd iparmágnás és feltaláló, Alfred Nobel hagyatéka révén osztanak ki. Alfred Nobel szándéka szerint a díjazott „legyen az a személy, aki a legtöbbet vagy a legkimagaslóbban tette a nemzetek barátságáért, a fegyveres erők csökkentéséért vagy megszüntetéséért, vagy békekongresszusok tartásáért és előkészítéséért.”
A Mahatma Gandhiról elnevezett nemzetközi Gandhi-békedíjat India kormánya adományozza minden évben egy olyan személynek vagy szervezetnek – nemzeti, faji, nemi hovatartozástól függetlenül -, aki vagy amely Gandhihoz hasonló békés módon hozzájárult a társadalmi, gazdasági és politikai átalakulásokhoz. A díjat 1994-ben alapították Gandhi születésének 125. évfordulóján.
A Diák-békedíjat két évente ítélik oda annak a diáknak vagy diákszervezetnek, aki vagy amely jelentősen hozzájárult a békéhez és az emberi jogok érvényesítéséhez. A díjat minden norvég diák nevében adja át a Diák-békedíj titkársága által kiválasztott nemzeti jelölő bizottság kiegészülve egyetemi és főiskolai képviselőkkel valamint egy független bizottsággal. A díjat a norvégiai Trondheim városában adják át. Az átadóünnepséget a trondheimi nemzetközi diákfesztivál (International Student Festival in Trondheim – ISFiT) idején szokták megrendezni.
A Nemzetközi Gyermekbékedíjat minden évben egy olyan gyermeknek adják át, aki valamely cselekedetével sokat tesz a gyermekjogok védelmezéséért és a veszélyeztetett gyerekek (árvák, gyerekmunkások és HIV-fertőzött gyerekek) helyzetének javításáért.
A díjat a KidsRights Foundation Alapítvány hozta létre; ez az amszterdami szervezet a gyerekeket nemzetközi szinten segélyezi.
A Szovjetunió által alapított nemzetközi Lenin-békedíjat (korábban nemzetközi Sztálin-békedíj), mint elismerést a világbéke megóvása és erősítése érdekében elévülhetetlen érdemeket szerzők kaphatták. Az első díjazott Jean Frédéric Joliot-Curie francia Nobel-díjas fizikus volt.
A Templeton-díj egy 1972-ben alapított kitüntetés, amelyet kiemelkedő vallási és spirituális eredményért adományoz a Templeton Alapítvány Londonban. Alapítója, Sir John Templeton (1913–2008) presbiteriánus üzletember szándéka szerint a díj amolyan vallási Nobel-díjként funkcionál. Csak élő személy nevezhető, a győztes személyéről kilenctagú nemzetközi tanács dönt.
A díjjal járó pénzösszeg jelenleg 1,6 millió dollár. Ezzel az összeggel ez a világ legnagyobb összegű olyan díja, amelyet csak egyetlen személy kaphat meg. Az alapító szándéka szerint a díj anyagi jutalma nagyobb a Nobel-díjjal járó összegnél, hogy jelezze, a hit területén elért eredmények nagyobb hatásúak a tudományos eredményeknél.
Két magyar származású díjazottja is volt: Jáki Szaniszló és Sternberg Zsigmond.
A Nemzetközi Békeiroda (IPB – International Peace Bureau, Bureau international de la paix) a világ legrégebben alapított nemzetközi békeszövetsége. 1891-ben hozták létre, 1910-ben a szervezetet Nobel-békedíjjal tüntették ki.
A Nemzetközi Békeirodát Nemzetközi Állandó Békeiroda néven alapították (Bureau international permanent de la paix), 1912-től a nevét Nemzetközi Békeirodára változtatták meg. 1946 és 1961 között Békeszervezetek Nemzetközi Tanácsa (International Liaison Committee of Organizations for Peace – ILCOP, Comité de liaison international des organisations de paix – CLIOP) néven tevékenykedett, napjainkban újból Nemzetközi Békeiroda a szervezet neve.

## Globális békeindex
A Globális békeindex (Global Peace Index vagy GPI) megkísérli rangsorolni a nemzetek és régiók békességének relatív helyzetét. Az indexet a globális nonprofit szervezet, az Intézet a gazdaságért és békéért (Institute for Economics and Peace – IEP) hozta létre és fejlesztette ki együttműködve különböző nemzetközi békeszervezetekből választott békeszakértők egy csoportjával és agytrösztök segítségével, valamint a Gazdasági Intelligencia Egység (Economist Intelligence Unit) által gyűjtött és válogatott adatokkal. A listát legelőször 2007 májusában adták ki, majd ezt követően évente frissítették a listát. Ez az állítólagos legelső tanulmány, amely az országokat a békességük szerint vizsgálja. A legelső listán 121 ország szerepelt, amely ma már 162 országot számlál. A tanulmány Steve Killelea, ausztrál számítástechnikus agyszüleménye, amelyet később olyan személyek támogattak, mint Kofi Annan, a 14. dalai láma, Desmond Tutu érsek,  Martti Ahtisaari, korábbi finn elnök, Muhámmád Junusz, Jeffrey Sachs, Mary Robinson, korábbi ír miniszterelnök és Jimmy Carter, az USA volt elnöke. A listán Magyarország jelenleg az előkelő 21. helyen áll.

### Békemozgalmak Magyarországon
- A Humanista Mozgalom céljai között a társadalmi erőszakmentesség is szerepel, ezért a békemozgalmak aktív résztvevői, támogatói.
- Az ATTAC eredendően a pénzpiacok demokratikus kontrolljának kikényszerítésére szerveződött, mára több, a békével szoros összefüggésben lévő cél (például: jövedelem elosztás igazságtalanságának megszüntetése, környezetvédelem).
- A BOCS.HU Alapítvány a fenntartható civilizáció érdekében a békemozgalomban is részt vesz.
- A Greenpeace-t eredetileg kanadai békemozgalmisták alakították, ma elsősorban a környezet- és természetvédelem terén tevékenykedik, ennek kapcsán vesz részt a békemozgalomban.
- A LIONS Klub általános jótékony célú szervezet, melynek tevékenysége a békemozgalmakkal összhangban áll.
- A WorldWalk csapat Föld körüli gyalogtúrán hirdeti a béke fontosságát.

### Jelképek
A békemozgalom jelképe a szivárványzászló egy változata. Szintén elterjedt jelkép a fent látható Nukleáris Lefegyverkezési Kampány szimbóluma és békegalamb.

## Kapcsolódó tartalmak
- Békeszerződések
- Nobel-békedíj
- Nobel-békedíjasok listája
- Békeaktivisták listája
- Pax (istennő)
- Eiréné (istennő)